# Tyrannochthonius confusus
Tyrannochthonius confusus är en spindeldjursart som beskrevs av Volker Mahnert 1986. Tyrannochthonius confusus ingår i släktet Tyrannochthonius och familjen käkklokrypare. Inga underarter finns listade i Catalogue of Life.